# Алабуга (приток Нарына)
Алабуга́ (Алабука, в верховьях — Арпа́, Джаманты; кирг. Алабуга) — левый приток реки Нарын в Нарынской области Кыргызстана. Длина реки насчитывает 180 километров, площадь водосборного бассейна — 5820 км².
Река начинается в Арпинской впадине, где получает 70 % своей воды. Течёт на запад вдоль южных склонов хребта Джаманты. В дальнейшем поворачивает на север, пересекает хребет по узкому каньону, выходит в Алабугинскую впадину и течёт по ней на протяжении 85 километров в северо-восточном направлении вдоль хребтов Акшийрак.
В низовьях реки её долина имеет ширину 2 — 4,5 километра и глубину 500—800 метров относительно неогеновых и четвертичных озёрных отложений. Долина на 50-150 метров заполнена галечно-валунным аллювием, в который врезается современный каньон реки глубиной 50-130 метров и шириной до 1 километра. Из-за большого уклона река имеет большую скорость врезания, в среднем 10-20 сантиметров в год.
В IX—X веках по долине реки проходила одна из ветвей Великого Шёлкового пути.
Основные притоки — Гуюксу (Джамандаван, пр), Макмал (лв), Джергетал (пр), Пычан (лв), Кашкасу (пр), Каракал (лв).
Среднегодовой сток воды — 903 млн м³.
Поселения, расположенные вдоль берегов реки Алабуга, включают Кош-Дюбе, Джерге-Тал и Конорчок.
В бассейне реки расположено несколько горячих родников: ключи в истоках Ак-Терека, притока Алабуги, и Алабуга-Нарынские тёплые источники вблизи устья реки.